# Tomas Tvivlaren (Caravaggio)
Tomas Tvivlaren (italienska:  Incredulità di san Tommaso) är en målning av den italienske barockkonstnären Caravaggio. Den målades omkring 1601 och är utställd på Bildergalerie som ligger i Park Sanssouci, nära slottet med samma namn i Potsdam. Det finns även en samtida kopia som är i privat ägo. 
Tomas var den av lärjungarna som tvivlade på Jesu uppståndelse. Caravaggio skildrar det ögonblick, beskrivet i Johannesevangeliet (kapitel 20:28), då Jesus säger till Tomas: "Räck hit ditt finger, här är mina händer, räck ut din hand och stick den i min sida. Tvivla inte, utan tro”. När Tomas kände spikhålen efter korsfästelsen tvivlade han inte längre. Bilden visar Jesus och Tomas i förgrunden och ytterligare två lärjungar i bakgrunden. Den utmärks av realism och starka kontraster mellan ljus och dunkel, så kallad chiaroscuro, som blev ett kännetecken för konstnären.
Lombarden Caravaggio kom till Rom i början av 1590-talet och där var han kvar till 1606 då han tvingades fly efter att begått ett dråp. Det var i Rom som han vann berömmelse, en av hans mecenater var markisen Vincenzo Giustiniani som beställde Tomas Tvivlaren. Målningen var kvar i familjen Giustinianis samling till 1812 då den och fyra andra Caravaggiotavlor fördes till Paris där de såldes till Fredrik Vilhelm III av Preussen 1815. Förutom Tomas Tvivlaren är bara Kärleken övervinner allt bevarad idag; övriga tre Caravaggiomålningar förstördes under de allierades bombningar av Berlin i andra världskrigets slutskede.

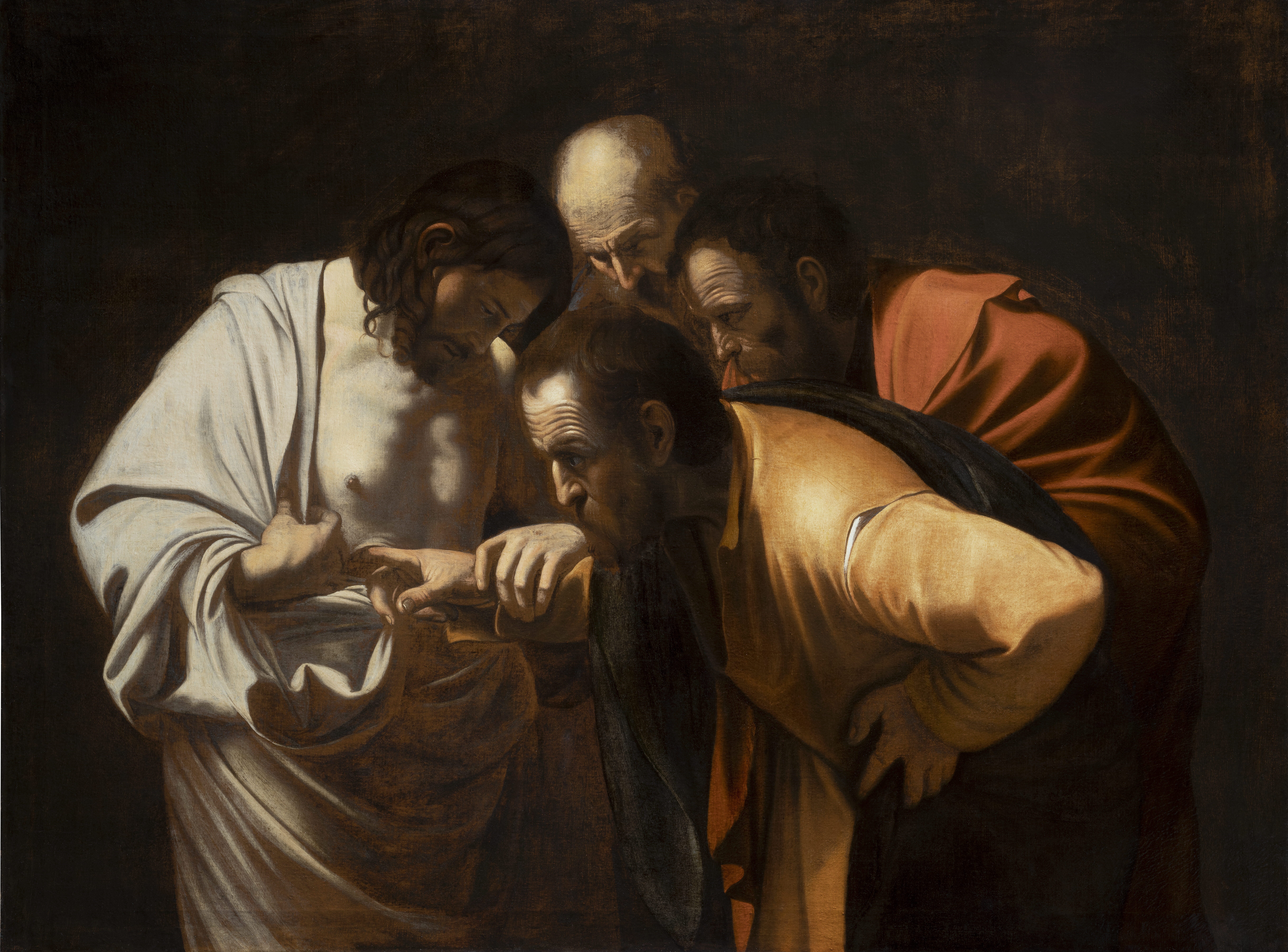
Samtida kopia av Caravaggio i privat ägo.